# Julia Emily Gordon

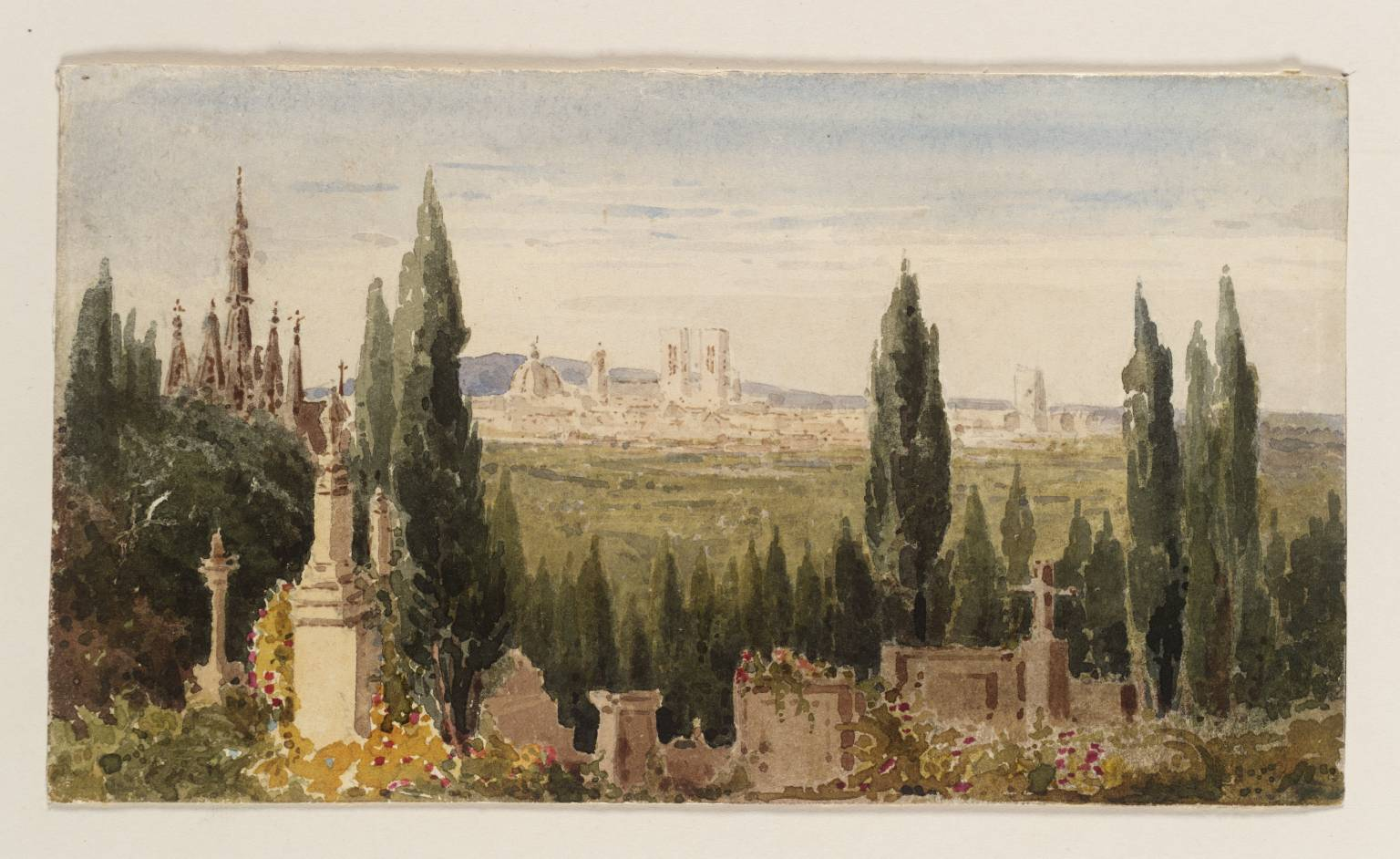
Julia Emily Gordon, Père-Lachaise

Julia Emily Gordon (1810 - 8 de fevereiro de 1896) foi uma pintora e gravadora britânica.
O seu trabalho está incluído nas colecções do Museu Britânico e do Tate Museum, em Londres. Os seus papéis pessoais estão guardados no Escritório de Registos da Ilha de Wight e no Centro de História e Biblioteca de Kent. Gordon foi a gravadora do Penseroso de Milton, obra de John Milton conservada no Metropolitan Museum of Art. Em 1879 ela publicou 44 gravuras como um livro intitulado Songs and Etchings in Shade and Sunshine, usando o pseudónimo "JEG".
Gordon faleceu no dia 8 de fevereiro de 1896 em Londres.